# Кетле, Адольф
Адо́льф Кетле́ (Кветеле́) (Ламбе́р Адо́льф Жак Кетле́; фр. Lambert-Adolph-Jacques Quetelet; 22 февраля 1796, Гент — 17 февраля 1874, Брюссель) — бельгийский математик, астроном, метеоролог, социолог. Один из родоначальников научной статистики. Ввёл в оборот понятие индекса массы тела.

## Биография
Ещё в раннем детстве обнаружил блестящие способности к математике и уже в возрасте 18 лет учительствовал этот предмет в своем родном городе; в 1819 году, защитив диссертацию по геометрии, приглашен преподавателем в брюссельский Atheneum.
Обратясь к изучению физики и астрономии, вместе с Жаном Гийомом Гарнье основал в 1825 году журнал «Correspondance mathématique et physique», вскоре получивший известность в учёном мире.
Посетив Англию, Шотландию, Швейцарию, Италию и Германию, Кетле, в 1832 году, принял заведование построенной по его плану в Брюсселе обсерваторией. Помимо революционных работ по статистике, публиковал труды в области математики, физики, астрономии и в особенности метеорологии (наблюдения над температурой Земли, работы по электричеству воздуха, наблюдения над так называемыми воздушными волнами).
В 1834 году Адольф Кетле был избран в постоянные секретари брюссельской Академии наук; преподавал также астрономию и геодезию в Военной школе, состоял директором бельгийского статистического бюро и председателем учрежденной по его инициативе бельгийской центральной статистической комиссии.
В 1853 году Кетле был председателем на Брюссельской морской конференции. По его инициативе состоялся в рамках Венской выставки 1873 года состоялся первый международный метеорологический конгресс, учредивший Международную метеорологическую организацию, что положило начало систематическим наблюдениям над метеорологическими явлениями одновременно в разных странах.

## Вклад в развитие статистики (поЭСБЕ)
После первых же опытов в индуктивной разработке статистического материала, в мемуарах, относящихся к 1820-м годам, Кетле пришел к следующим общим положениям, проводимым во всех дальнейших его работах.
1. Вся масса фактов, собранных и собираемых статистикой, есть временное и пространственное изменение одного из свойств или элементов того типа человека, который мы создаем себе фиктивно, но который в то же время есть настоящий тип, о сохранении которого заботится природа; этот тип, слагаемый из разрозненных черт, есть средний человек.
2. Тип человека, олицетворяющий социальное тело, сохраняется в силу постоянных или только периодически действующих причин, в отыскании которых, равно как и в построении этого типа, заключается главная задача социальной физики; все частные изменения этого типа — по народам, по пространству и времени — являются следствиями сложных причин, как постоянных, периодических, так и случайных; всякое изменение совершается непременно по известным законам, которым подчинены действия постоянных и периодических причин в их разнообразных сочетаниях # Подобный тип, со всеми его атрибутами, должен существовать не только для человека материального, физического, но и для духовного, нравственного и интеллектуального; в том и другом отношении тип поддерживается мировыми законами, которых человек изменить не в силах.
3. Все наблюдаемые нами в статистике свойства или действия — только слабые приближения к тому, что составляет атрибут типа; каждая серия, каждый ряд наблюдений есть только ряд измерений величины, точно неопределимой; чем больше таких измерений, тем более мы имеем надежды достигнуть познания истинных свойств типа, тем ближе подходит средняя величина к единице, то есть к действительности, достоверности.

В главном сочинении Кетле «О человеке и развитии его способностей», которое он называет также опытом социальной физики (название это, впрочем, впервые употребил не Кетле, а Огюст Конт), предмет социальной физики определяется так: она должна изучать причины естественные и пертурбационные, которые влияют на развитие человека; должна стараться измерить действие этих причин и те изменения, какие они производят одна в другой; она только констатирует факты и явления, касающиеся развития человека, и старается познать, при помощи наблюдения, законы, которые связывают явления между собой. Вся социальная физика строится на учениях о среднем человеке и средней величине, о тождественности законов физического и духовного миров, на определении значения этих законов и, наконец, на приложении теории вероятностей к обобщениям из наблюдений. В сочинении о человеке излагается сначала учение о народонаселении; затем идет чисто физиологическое исследование о развитии в человеке веса, мускульной силы, скорости вдыхания и выдыхания, быстроты бега; далее Кетле рассматривает развитие умственных способностей в различные возрасты человека, говорит о помешательстве, о нравственных качествах человека, о самоубийстве и дуэлях. Излагая учение о преступлениях, Кетле развивает свою теорию о наклонности к преступлению (penchant au crime), которой посвящена, кроме того, ещё специальная работа: «Recherches sur le penchant au crime aux differents ages» («Memoires de l’Academie», 1831). Кетле находит, что каждому человеку присуща известная наклонность или склонность к преступлению, могущая, при известных условиях, превратить его в преступника (от этого представления ведет своё начало так называемая антропологическая школа криминалистов; см. работы Чезаре Ломброзо). Кетле допускает, что в каждом обществе существует средняя наклонность к преступлениям, и изучает различные влияния, которые производят отклонения от этого среднего типа. Постоянство — впервые открытое Кетле, — с которым одни и те же преступления ежегодно воспроизводятся приблизительно в том же числе и вызывают те же наказания, в тех же пропорциях, приводит Кетле к следующему выводу: «есть бюджет, который уплачивается с ужасающей правильностью; это — бюджет темниц, каторги и эшафотов; об уменьшении этого-то бюджета следовало бы особенно позаботиться». Письма о теории вероятностей представляют собой лучшую попытку применения этой теории к изучению явления общественной жизни; сверх того, они заключают в себе весьма ценные данные о собирании и, в особенности, обработке статистического материала, так что могут быть рассматриваемы как краткое, написанное в весьма популярной форме пособие к изучению статистики.
Значение Кетле в истории общественных наук вообще заключается в том, что, поставив себе задачей применить к изучению общественных явлений приемы точного наследования, которыми пользуются естественные науки, он первый показал, что человеческие деяния, подобно явлениям физического мира, подчинены известной закономерности. В области статистики Кетле первый — если не считать Иоганна-Петера Зюсмильха, труды которого во время Кетле были забыты, — занялся статистикой не в одностороннем направлении так называемых политических арифметиков, но стал искать философских выводов, рассматривал наблюдаемые статистикой единичные явления в жизни людей, как проявления законов, и считал исследование этих законов единственной задачей, достойной статистики как науки. Кетле поэтому по всей справедливости можно считать основателем новой статистики, которая, в отличие от прежде господствовавшего направления (Готфрид Ахенвалль — Герман Конринг — Август фон Шлёцер), ограничивавшегося преимущественно лишь описанием явлений, ставит себе целью исследование их причинной зависимости. Затем Кетле первым применил правильное статистическое исследование к явлениям духовно-нравственной жизни человека и тем создал так называемую нравственную статистику. Наконец, Кетле усовершенствовал статистический метод, развил его, философски обосновал и применил с большим успехом в своих исследованиях.
Слабой стороной Кетле представляется то значение, которое он придавал созданной им теории среднего человека. Теория эта имеет, несомненно, чрезвычайно важное методологическое значение, в смысле установления известной, чисто условной, вполне фиктивной величины, необходимой для сравнения, так как нельзя рассуждать об изменениях и колебаниях, не имея определённого уровня, которым бы они измерялись; но Кетле, по-видимому, идет дальше и считает среднего человека типом, к поддержанию которого направлено все действие причин постоянных и без действительного существования которого разрушается сама возможность научного исследования данных, относящихся к человеку. Другой упрек, который можно сделать Кетле, состоит в том, что он, вообще вполне правильно понимающий закон, как отношение сосуществования или последовательности явлений, весьма существенно удаляется от такого понимания во многих местах своих сочинений, придавая законам наблюдаемого порядка смысл законов, производящих явления, а не просто выражающих правильность их повторения и взаимной последовательности.
Весьма важное значение имела практическая деятельность Кетле, как организатора первого международного статистического конгресса. Кетле был проникнут убеждением, что общественные явления могут и должны быть изучаемы только на основании правильно устроенного систематического наблюдения, и во все продолжение своей долгой жизни упорно трудился над осуществлением этой мысли; все организаторы статистических учреждений в Европе с середины 50-х годов были его учениками, и до самого конца своей жизни, на целом ряде статистических конгрессов, с брюссельского (1862) до петербургского (1872) включительно, Кетле поддерживал их своей опытностью.

## Признание
- Член Королевской академии наук и искусств Бельгии (1820)[10], иностранный член Лондонского королевского общества (1839)[11], иностранный член-корреспондент Петербургской академии наук (1847)[12], иностранный член французской Академии моральных и политических наук (1872).
- В честь Кетле назван астероид (1239) Кетелета[англ.], открытый 4 февраля 1932 года бельгийским астрономом Эженом Жозефом Дельпортом в Королевской обсерватории Бельгии
- В 1970 г. Международный астрономический союз присвоил имя Адольфа Кетле кратеру на обратной стороне Луны.
- Изображён на бельгийской почтовой марке 1974 года.